# Niki et Flo
Pour plus de détails, voir Fiche technique et Distribution.
Niki et Flo (Niki Ardelean, colonel în rezervă) est un film roumain réalisé par Lucian Pintilie, sorti en 2003.

## Synopsis
À la fin des années 1980, lors de la transition démocratique roumaine, un officier à la retraite voit sa situation sociale et matérielle se dégrader. Il fait appel à sa famille pour tenter de conserver sa place.

## Fiche technique
- Titre : Niki et Flo
- Titre original : Niki Ardelean, colonel în rezervă
- Réalisation : Lucian Pintilie
- Scénario : Cristi Puiu et Răzvan Rădulescu
- Pays d'origine :  Roumanie
- Format : couleurs - Dolby Digital - 35 mm
- Genre : drame
- Durée : 99 minutes
- Date de sortie : 2003

## Distribution
- Victor Rebengiuc : Niki Ardelean
- Răzvan Vasilescu : Florian (Flo) Tufaru
- Coca Bloos : Poucha Ardelean
- Mihaela Caracas : Doina Tufaru
- Serban Pavlu : Eugen Tufaru
- Dorina Chiriac : Angela Tufaru
- Marius Galea : Mihai Ardelean
- Andreea Bibiri : Irina Ardelean